# Buchenbach
Buchenbach é um município da Alemanha, no distrito da Brisgóvia-Alta Floresta Negra, na região administrativa de Friburgo, Estado de Baden-Württemberg.